# 小切克梅杰
小切克梅杰（發音：[cyˈtʃyctʃecmedʒe]）是土耳其伊斯坦堡的39個區之一，位於博斯普魯斯海峽以西的歐洲部份。面積37.7平方公里，人口805,930人。

小切克梅杰